# Psittacanthus carnosus
Psittacanthus carnosus är en tvåhjärtbladig växtart som beskrevs av Kuijt. Psittacanthus carnosus ingår i släktet Psittacanthus och familjen Loranthaceae. Inga underarter finns listade i Catalogue of Life.